# Saurolophus
Saurolophus var ett släkte med växtätande dinosaurier påträffade i Mongoliet och Kanada (Alberta), där den tros ha levt under Campan-Maastricht för cirka 70 milj. år sedan. Saurolophus tillhörde den stora familjen Hadrosauridae (anknäbbsdinosaurier), och tros ha varit en av de sista av sitt slag innan Krita-tertiär-utdöendet. Samtida dinosaurier var bland annat flertalet Ceratopsider, Edmontosaurus, Saurornitholestes och flera Tyrannosaurider. Man har hittat många skelett efter Saurolophus, därför vet man ganska mycket om hur den såg ut. Fossil efter Saurolophus har även visat att den utgjorde föda åt Tyrannosaurider.

## Upptäckt och namn

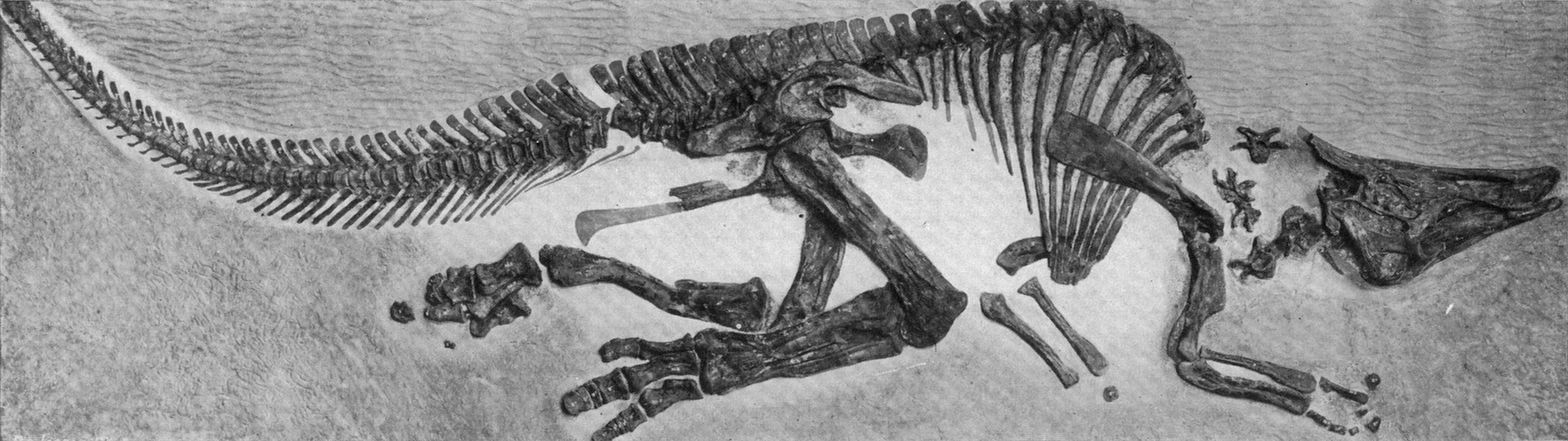
Skelett av Saurolophus, uppgrävt i Alberta.

De första fossilen efter Saurolophus grävdes fram vid Red Deer River i Alberta, 1911. Fyndet beskrevs som ett nytt släkte av Barnum Brown året därpå. Namnet kommer efter Grekiskans ord sauros ("ödla/kräldjur") och Lophus, som betyder "Hjälm", "Kam" eller "Rygg", och syftar på det bakåtvinklade hornet på dinosauriens huvud. Detta namn har också fått stå för upphov till ett par andra dinosaurienamn, Prosaurolophus ("Före ryggödlans kam") och Parasaurolophus ("Vid sidan om ryggödlans kam"). S. osborni har påträffats i Horsehoe Canyon Formation, tillsammans med de närbesläktade Edmontosaurus och Hypacrosarus.. S. angustirostris har påträffats i Nemegt Formation i Mongoliet, och är känd från minst 15 skelett.
1948 hittades de första lämningarna efter arten S. angustirostris. Den är idag känd från flera benbäddar, och är en av de bäst kända Hadrosaurierna från Asien. Man har även hittat fossil efter släktet i Kalifornien och kanske även i Wyoming. Sedan Saurolophus upptäcktes har flera skelett påträffats efter den. Flera exemplar har också bevarade hudavtryck. Det finns också rapporter om bevarade spår efter den, och även fossil från nästan nykläckta ungar.

## Beskrivning
Liksom många andra Hadrosaurider blev Saurolophus relativt stor, jämförbar med närbesläktade djur som Edmontosaurus, och Parasaurolophus, men mindre än Shantungosaurus. Saurolophus mätte cirka 9 meter lång från nos till svansspets, trots att vissa beräkningar antyder att arten S. angustirostris kanske kunde bli cirka 12 meter lång eller mer.. Vikten tros ha kunnat överstiga 2 ton. Den långa svansen fungerade förmodligen som balansorgan för kroppen när djuret rörde sig. Bakbenen var kraftiga med kort metatarsus och 3 tår med trubbiga klor. Dess framben var betydligt kortare än frambenen, och över bäckenet hade den höga taggutskott som kan ha fäst senor och ligament. Saurolophus gick troligtvis på bakbenen, med ryggen horisontellt med marken, men det är också möjligt att den kanske rört sig på alla fyra när den åt.

### Skalle

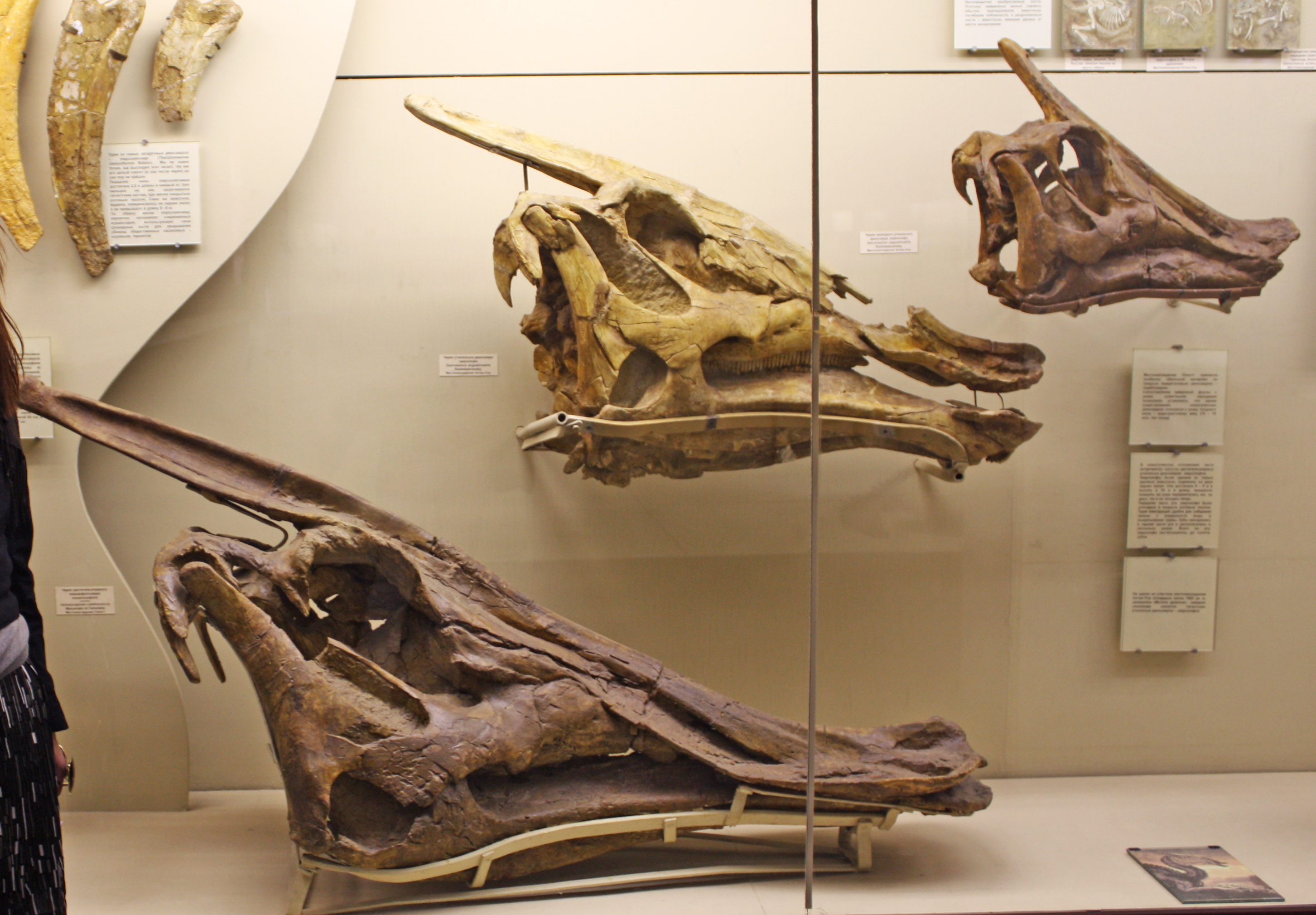
3 skallar från Saurolophus.

Saurolophus hade en skalle som mätte cirka 0,7-1 meter lång. Den var mycket avsmalnande mot munnen, som vinklade uppåt en aning i den främre änden. Som andra hos andra Hadrosaurider var den främre delen av munnen tandlös och bildade en platt näbb som gett upphov till gruppens populära namn ”anknäbbsdinosaurier”. Baktill i munnen hade den stora tandbatterier för att tugga och mala födan. 

## Taxonomi
Saurolophus var en fågelhöftad dinosaurie inom infraordningen Ornithopoda och tillhörde överfamiljen Hadrosauroidea och familj Hadrosauridae. Den klassas till underfamiljen Hadrosaurinae, och bildar tillsammans med Kritosaurus och Prosaurolophus kladen Saurolophini.

### Arter ochnomen dubia
Det finns 3 accepterade arter i släktet Saurolophus, som förutom storleken uppvisar väldigt stora likheter: S. osborni (Brown, 1912) och S. angustirostris (Rozhdestvensky, 1952). En tredje art, S. khryschtofovici (alternativt S. kristofovici), finns beskriven, men det är osäkert om det är ett giltigt släkte (Horner, 2004). Lämningar funna i Nemegt Formation 1970 och som tidigare har tillförts S. angustirostris (Gradzinski och Jerzykiewicz, 1972) har senare klassats till ett annat släkte, Barsboldia. Detta släkte har dock senare beskrivits som nomen dubium (Sues och Norgman, 2000). 2011kungjorde Prieto-Márquez och Wagner att de beskrivit lämningar från Kalifornien som en ny art i släktet Saurolophus, kallad S. morrisi.